# Sherman-Morrison-Woodbury-Formel
Die Sherman-Morrison-Woodbury-Formel (nach Jack Sherman, Winifred J. Morrison und Max A. Woodbury) der linearen Algebra gibt eine explizite Darstellung der Inversen einer regulären Matrix {\displaystyle A\!\,} nach einer Änderung {\displaystyle -UV^{T}\!\,}  von niederem Rang. Dies ist beispielsweise bei Quasi-Newton-Verfahren und beim Basiswechsel im Simplex-Verfahren interessant.
In numerischen Verfahren kann die Verwendung der Formel zu Stabilitätsproblemen führen, weswegen Alternativen zu bevorzugen sind.

## Änderung vom Rang 1
Mit zwei Vektoren {\displaystyle u,v\in \mathbb {R} ^{n}} ist das Produkt {\displaystyle uv^{T}\!\,} eine {\displaystyle n\times n}-Matrix und besitzt den Rang 1.
Für {\displaystyle v^{T}u\not =1} gilt
{\displaystyle (E-uv^{T})^{-1}=E+{\frac {uv^{T}}{1-v^{T}u}},}
wobei mit {\displaystyle E} die Einheitsmatrix gemeint ist. Die Aussage prüft man elementar nach.
Die Formel überträgt sich direkt auf Rang-1-Änderungen einer beliebigen, regulären {\displaystyle n\times n}-Matrix {\displaystyle A\!\,}:
Für {\displaystyle v^{T}A^{-1}u\not =1} gilt
{\displaystyle (A-uv^{T})^{-1}=A^{-1}+{\frac {A^{-1}uv^{T}A^{-1}}{1-v^{T}A^{-1}u}}.}
Dabei ergibt sich, dass die Matrix {\displaystyle A-uv^{T}\!\,} genau dann invertierbar ist, wenn der Nenner in obiger Formel nicht verschwindet.

## Änderung vom Rangk
Für zwei {\displaystyle n\times k}-Matrizen {\displaystyle U,V} verallgemeinert sich die Formel nach der Woodbury-Matrix-Identität in folgender Weise:
Die {\displaystyle k\times k}-Matrix {\displaystyle E-V^{T}A^{-1}U} sei regulär, dann gilt
{\displaystyle (A-UV^{T})^{-1}=A^{-1}+A^{-1}U(E-V^{T}A^{-1}U)^{-1}V^{T}A^{-1}.}